# Mentha pulegium
El poleo (Mentha pulegium) es una de las especies más conocidas del género Mentha. De la familia de las labiadas, es una perenne cespitosa y de raíces rizomatosas que crece bien en sitios húmedos.

## Descripción
Se distribuye por toda la cuenca del mar Mediterráneo y Asia occidental, donde crece espontáneamente. Sus erectos tallos cuadrangulares, muy ramificados, pueden llegar a medir entre 30 y 40 cm. Las hojas son lanceoladas y ligeramente dentadas, de color entre verde medio y oscuro y se disponen opuestas a lo largo de los tallos. Las diminutas flores rosadas nacen agrupadas en apretadas inflorescencias globosas.

## Historia
El uso medicinal de la menta poleo es viejo, como lo demuestra su presencia en la Capitulare de villis vel curtis imperii, una orden emitida por Carlomagno que reclama a sus campos para que cultiven  una serie de hierbas y condimentos incluyendo "puledium" identificada actualmente como Mentha pulegium. Se le atribuían principios que ayudan a la erección.

## Propiedades
Es frecuentemente tomada en infusión para gripes y problemas bronquiales (ayuda a disolver las mucosidades y facilita su expulsión). Posee, además, propiedades febrífugas (baja la fiebre al inducir sudoración), antiespasmódicas (controla los espasmos musculares), carminativas (facilita la expulsión de gases), relajantes, e incluso como emenagoga (favorece la aparición de la menstruación), abortiva y afrodisíaca.
Aplicado sobre la piel, es astringente y antibacteriano, por lo que lo convierte en un remedio adecuado para, por ejemplo: picaduras de insectos, picores, heridas, infecciones vaginales o de la vulva, eccemas y hemorroides.
Se conocen, también, propiedades hipoglicemiantes (reduce el nivel de glucosa) en personas diabéticas.

Composición química
Su hoja, en su mayor parte, contiene pulegona, mentol y otras sustancias terpénicas como la mentona y la isomentona (en menor proporción). 

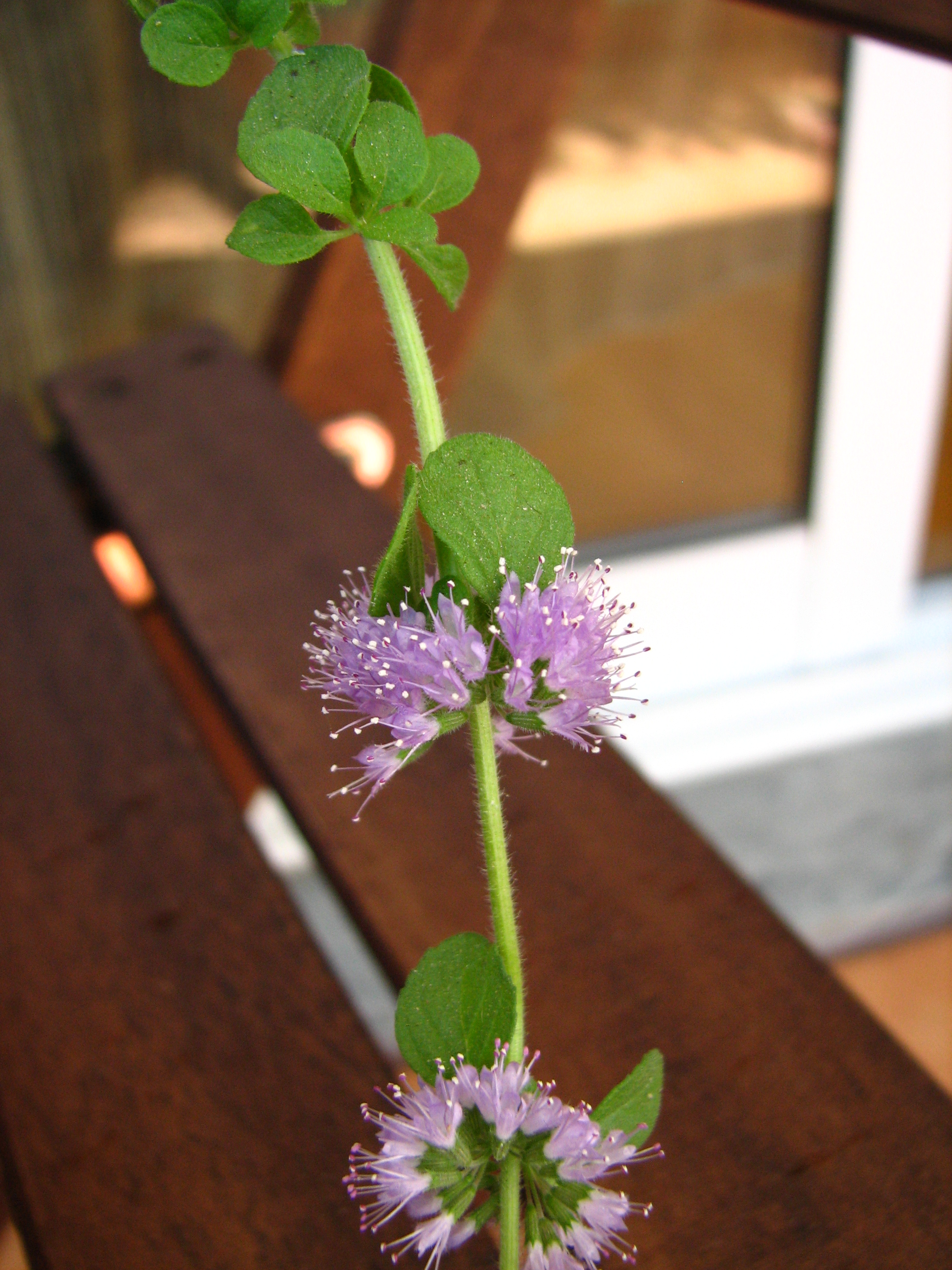

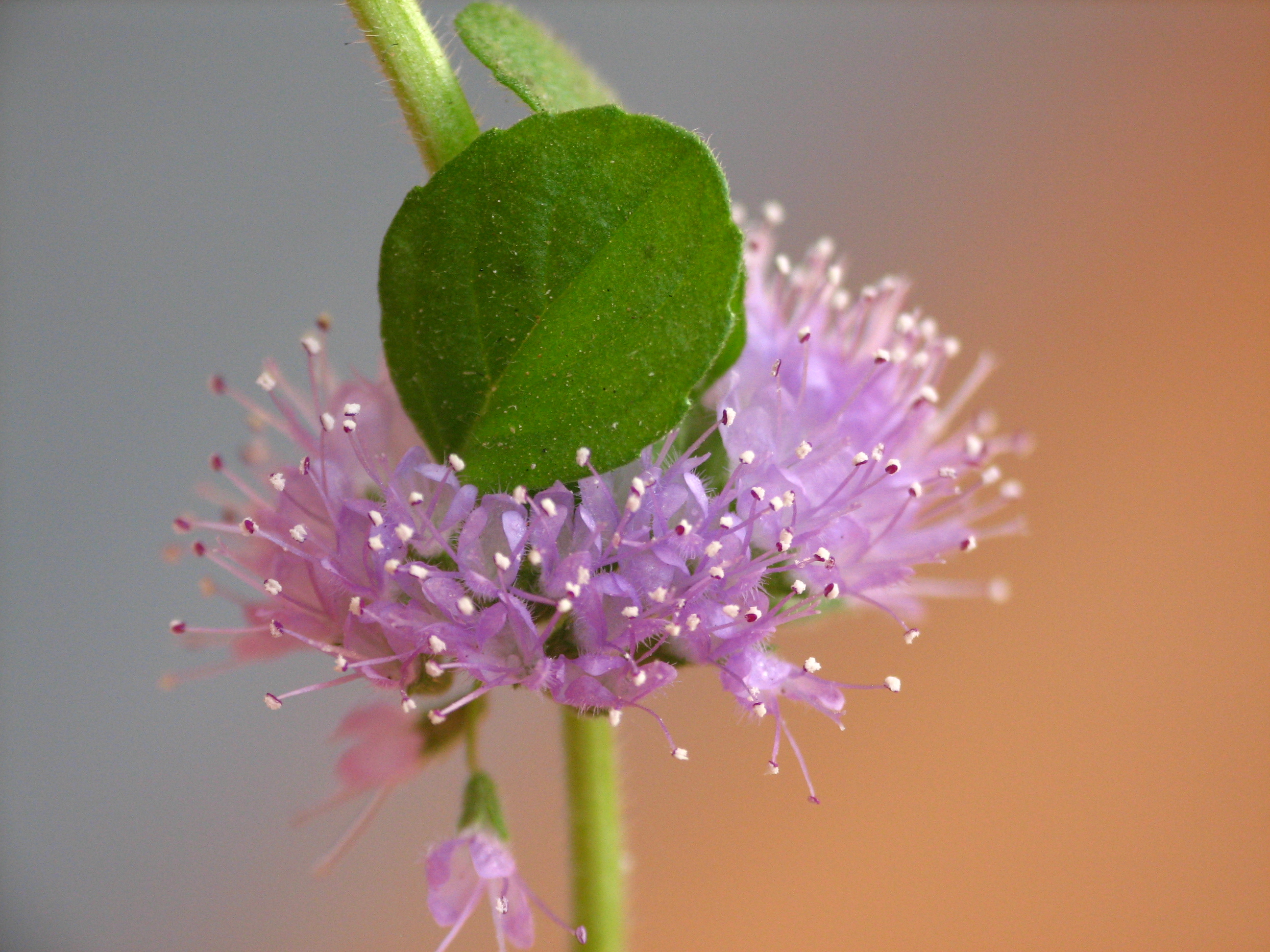

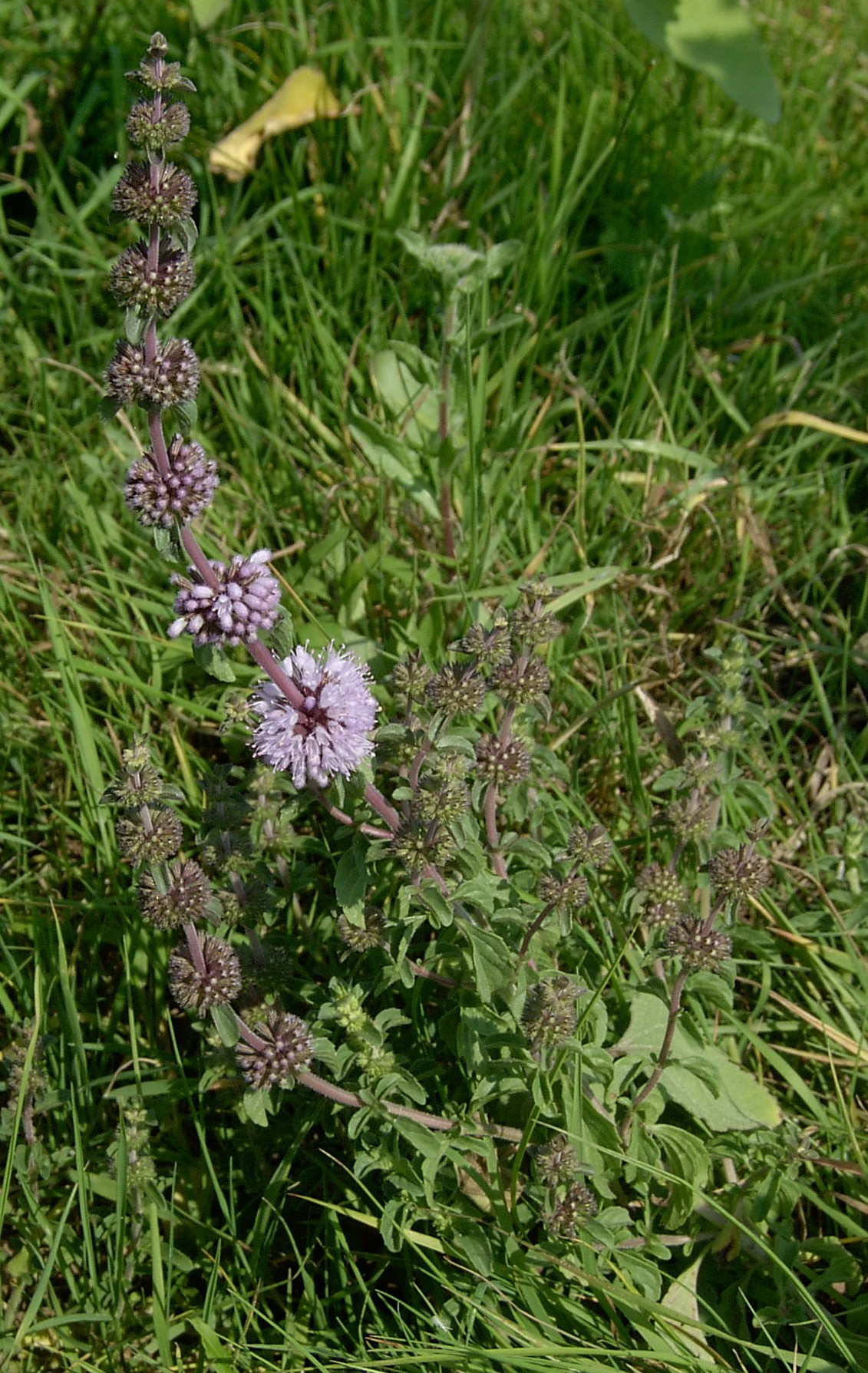

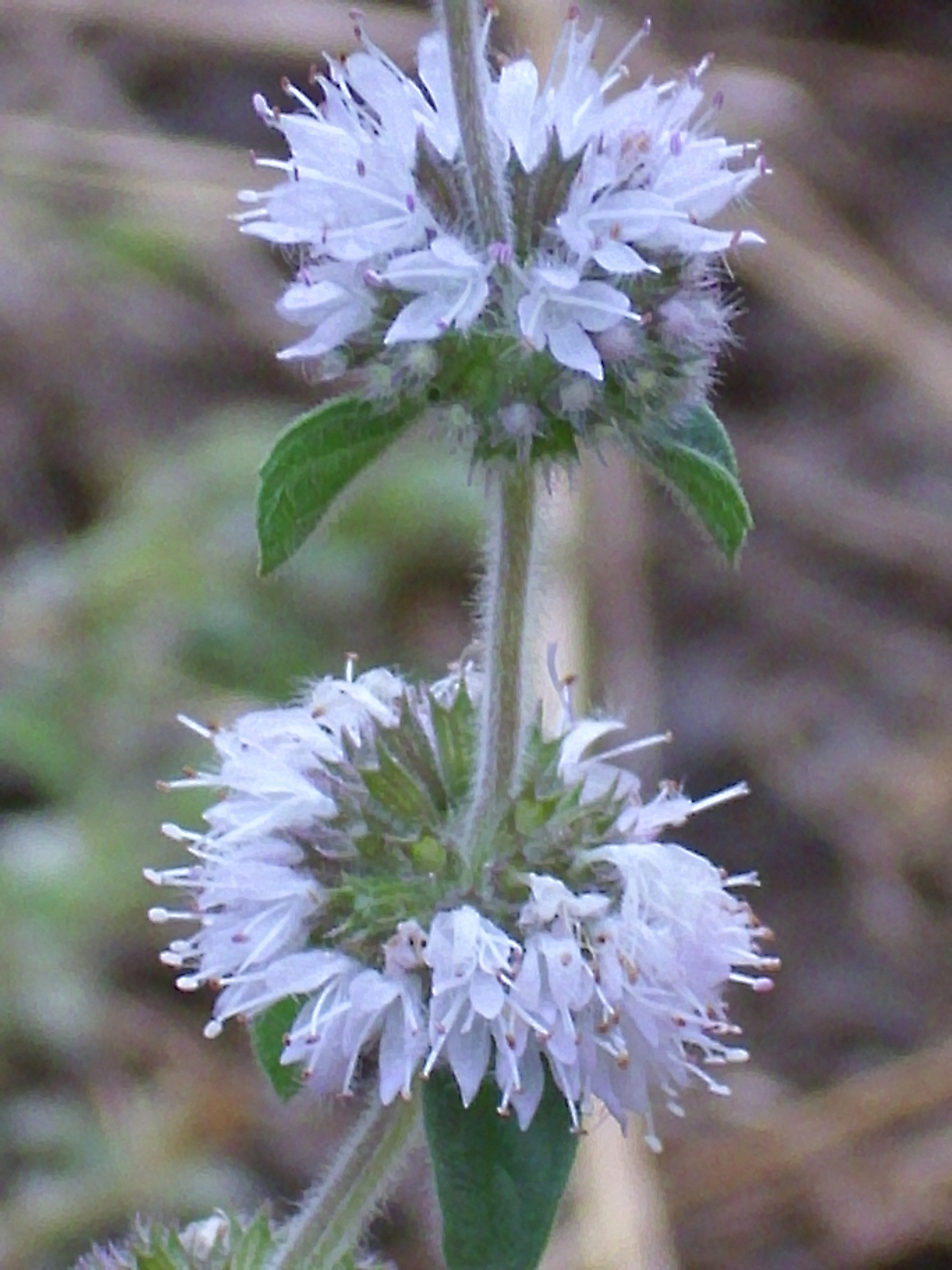
Flores

No es aconsejable para gente que padece afecciones del hígado ya que la pulegona, que es el principio activo en mayor concentración, tiene un efecto altamente hepatotóxico. Se extrae también el aceite esencial, que presenta una alta concentración del compuesto, resultando tóxico para el hígado y pulmones, además de ser abortivo en animales. Por esta razón, es preferible tomarla en infusión.
Toda la planta contiene aceite esencial (0,5 a 1%) a base de pulegona, una cetona no saturada. Contiene también mentona, limoneno y otras cetonas. 

## Taxonomía
Mentha pulegium fue descrita por Carlos Linneo y publicado en Species Plantarum 2: 577. 1753.
Etimología
Mentha: nombre genérico que proviene del latín mintha, nombre griego de la ninfa Mente asociada al río Cocito, amante de Plutón y que fue transformada en planta por Proserpina. 
pulegium epíteto que deriva del latín pulex, "pulga", se debe a la antigua costumbre de quemar poleo en las casas para repeler a estos insectos. También sirven para relajar el cuerpo o despejar la mente.
Sinonimia
- Pulegium vulgare Mill. 1768
- Melissa pulegium (L.) Griseb. 1844
- Minthe pulegia (L.) St.-Lag. 1880
- Mentha exigua L. 1756
- Pulegium erectum Mill. 1768
- Mentha aromatica Salisb. 1796
- Mentha gibraltarica Willd. 1809
- Mentha tomentella Hoffmanns. & Link 1809
- Mentha tomentosa Sm. in Rees 1812
- Thymus bidentatus Stokes 1812
- Pulegium aromaticum Gray 1821
- Pulegium heterophyllum Opiz ex Boenn. 1824
- Pulegium pubescens Opiz ex Boenn. 1824
- Pulegium tomentellum C.Presl 1826
- Mentha pulegioides Dumort. 1827
- Mentha montana Lowe ex Benth. in A.DC. 1848
- Mentha tomentosa var. villosa Benth. in A.DC. 1848
- Micromeria dalmatica Fenzl 1856, nom. illeg.
- Pulegium micranthum Claus 1856
- Micromeria fenzlii Regel 1866
- Pulegium tomentellum f. erianthum Pérard 1870
- Pulegium tomentellum f. ninimum Pérard 1870
- Pulegium vulgare f. algeriense Pérard 1870
- Pulegium vulgare f. hirsutum Pérard 1870
- Pulegium vulgare f. incanum Pérard 1870
- Pulegium vulgare f. linearifolium Pérard 1870
- Pulegium vulgare f. nummulariuoides Pérard 1870
- Pulegium vulgare f. serratum Pérard 1870
- Mentha aucheri Pérard 1878
- Pulegium pulegium H.Karst. 1886
- Mentha albarracinensis Pau 1887
- Mentha hirtiflora Opiz ex Heinr.Braun 1890
- Mentha subtomentella Heinr.Braun 1890
- Mentha subtomentella var. ceplaloniae Heinr.Braun 1890
- Mentha subtomentella var. humillima Heinr.Braun 1890
- Mentha subtomentella var. microphylla (Friv.) Heinr.Braun 1890
- Mentha daghestanica Boriss. 1954
- Pulegium daghestanicum (Boriss.) Holub 1977
- Micromeria maritima Yild. 2006[2]

## Nombres comunes
- Castellano: poleo, menta poleo o menta-poleo, póleo, polea, poleio, poleo blanco, poleo del campo, poleo manchado, poleomenta, poleo menta o poleo-menta, poleo real, poleos, poleo silvestre, poleu, poliol, tanagel, té del campo, té poleo.[3]